# گمینا شکیرچن
گمینا شکیرچن (به لهستانی:  Gmina Siekierczyn) یک گمینا در لهستان است که در شهرستان لوبانگ واقع شده‌است. گمینا شکیرچن ۴۹٫۵۵ کیلومتر مربع مساحت و ۴٬۵۱۷ نفر جمعیت دارد.